# ÖBB 5144 sorozat
Az ÖBB 5144 sorozat egy osztrák Bo'2' tengelyelrendezésű dízelmotorkocsi-sorozat volt. Összesen 5 db motorkocsit gyártott a Simmering 1951-ben az ÖBB részére. A motorkocsi teljesítménye 310 kW volt, maximális sebessége pedig 115 km/h. Az ÖBB a sorozatot 1993-ban selejtezte.